# Mmmhh!
Mmmhh! è stata una trasmissione di varietà andata in onda su Rai 2 dal 19 febbraio al 14 maggio 2002, scritta da Neri Marcorè, Lillo & Greg e Serena Dandini, e condotta dagli autori assieme a Rosalia Porcaro. Si trattava di uno show anticonvenzionale nel quale venivano lanciati molti giovani comici, spesso alla loro prima partecipazione televisiva dopo gli stage tenuti sul palco del Teatro Ambra Jovinelli, tra cui Caterina Guzzanti, Alexandra Filotei, Luigi Tamburino, Paola Maccario, Antonella Questa, Walter Leonardi, Paola Minaccioni, Stefano Frosi e Morena De Pasquale. La parte musicale era affidata ai Blues Willies.